# Spanyolország a 2002. évi téli olimpiai játékokon
Spanyolország az egyesült államokbeli Salt Lake Cityben megrendezett 2002. évi téli olimpiai játékok egyik részt vevő nemzete volt. Az országot az olimpián 3 sportágban 7 sportoló képviselte, akik érmet nem szereztek.

## Alpesisí
Női
| Versenyző         | Versenyszám            | 1. futam      | 1. futam      | 2. futam | 2. futam | Összesítés | Összesítés |
| Versenyző         | Versenyszám            | Idő           | Hely.         | Idő      | Hely.    | Idő        | Helyezés   |
| ----------------- | ---------------------- | ------------- | ------------- | -------- | -------- | ---------- | ---------- |
| Ana Galindo       | Óriás-műlesiklás       | 1:18,84       | 26.           | 1:17,39  | 23.*     | 2:36,23    | 24.        |
| María José Rienda | Műlesiklás             | 56,18         | 25.           | 55,93    | 13.      | 1:52,11    | 15.        |
| María José Rienda | Óriás-műlesiklás       | 1:16,73       | 3.            | 1:15,80  | 11.      | 2:32,53    | 6.         |
| Carolina Ruíz     | Műlesiklás             | 57,72         | 33.           | 58,50    | 25.      | 1:56,22    | 26.        |
| Carolina Ruíz     | Óriás-műlesiklás       | nem ért célba | nem ért célba | kiesett  | kiesett  | kiesett    | kiesett    |
| Carolina Ruíz     | Szuperóriás-műlesiklás |               |               |          |          | 1:15,17    | 15.        |

* - egy másik versenyzővel azonos eredményt ért el

## Sífutás
Férfi
| Versenyző            | Versenyszám | Eredmény      | Helyezés      |
| -------------------- | ----------- | ------------- | ------------- |
| Juan Jesús Gutiérrez | 30 km       | 1:14:05,1     | 17.           |
| Juan Jesús Gutiérrez | 50 km       | 2:15:14,4     | 20.           |
| Johann Mühlegg       | 30 km       | kizárták      | kizárták      |
| Johann Mühlegg       | 50 km       | kizárták      | kizárták      |
| Haritz Zunzunegui    | 30 km       | 1:17:06,5     | 41.           |
| Haritz Zunzunegui    | 50 km       | nem ért célba | nem ért célba |

| Versenyző            | Versenyszám              | 10 km klasszikus | 10 km klasszikus | 10 km szabad | 10 km szabad | Helyezés |
| Versenyző            | Versenyszám              | Idő              | Hely.            | Időhátrány   | Idő          | Helyezés |
| -------------------- | ------------------------ | ---------------- | ---------------- | ------------ | ------------ | -------- |
| Juan Jesús Gutiérrez | 10 + 10 km üldözőverseny | 28:06,7          | 43.              | +1:59        | 25:47,5      | 37.      |
| Johann Mühlegg       | 10 + 10 km üldözőverseny | kizárták         | kizárták         | kizárták     | kizárták     | kizárták |
| Haritz Zunzunegui    | 10 + 10 km üldözőverseny | 29:01,3          | 56.              | +2:54        | 27:41,0      | 54.      |

A német származású, de spanyol színekben indult Johann Mühlegg eredetileg mindegyik versenyszámát megnyerte, azonban utólag doppingolás miatt kizárták.

## Snowboard
Halfpipe
| Versenyző      | Versenyszám | 1. selejtező | 1. selejtező | 2. selejtező | 2. selejtező | Döntő      | Döntő      | Döntő   | Helyezés |
| Versenyző      | Versenyszám | Pont         | Hely.        | Pont         | Hely.        | 1. forduló | 2. forduló | Hely.   | Helyezés |
| -------------- | ----------- | ------------ | ------------ | ------------ | ------------ | ---------- | ---------- | ------- | -------- |
| Íker Fernández | Férfi       | 31,0         | 17.          | 31,1         | 17.          | kiesett    | kiesett    | kiesett | 23.      |